# Conteville, Eure

Conteville este o comună în departamentul Eure, Franța. În 1 ianuarie 2022 avea o populație de 1.032 de locuitori.